# Nicolae Bembea
Nicolae Bembea (n. 1884, Banpotoc – d. 1960) a fost agricultor, producător de var, primar între anii 1908-1931, membru al organizației Frontul Plugarilor făcea parte din comitetul de conducere și delegat la Marea Adunare Națională de la Alba Iulia din 1 decembrie 1918.